# Anne Sulling
Anne Sulling (née le 12 octobre 1976 à Tartu) est une femme politique estonienne, membre du Parti de la réforme d'Estonie.

## Biographie
Le 26 mars 2014, elle devient ministre du Commerce extérieur et de l'Entrepreneuriat du gouvernement Rõivas I.

## Récompenses et distinctions
- Ordre de l'Étoile blanche d'Estonie de 4e classe, 2011